# Euterpe
Pour les articles homonymes, voir Euterpe (homonymie).

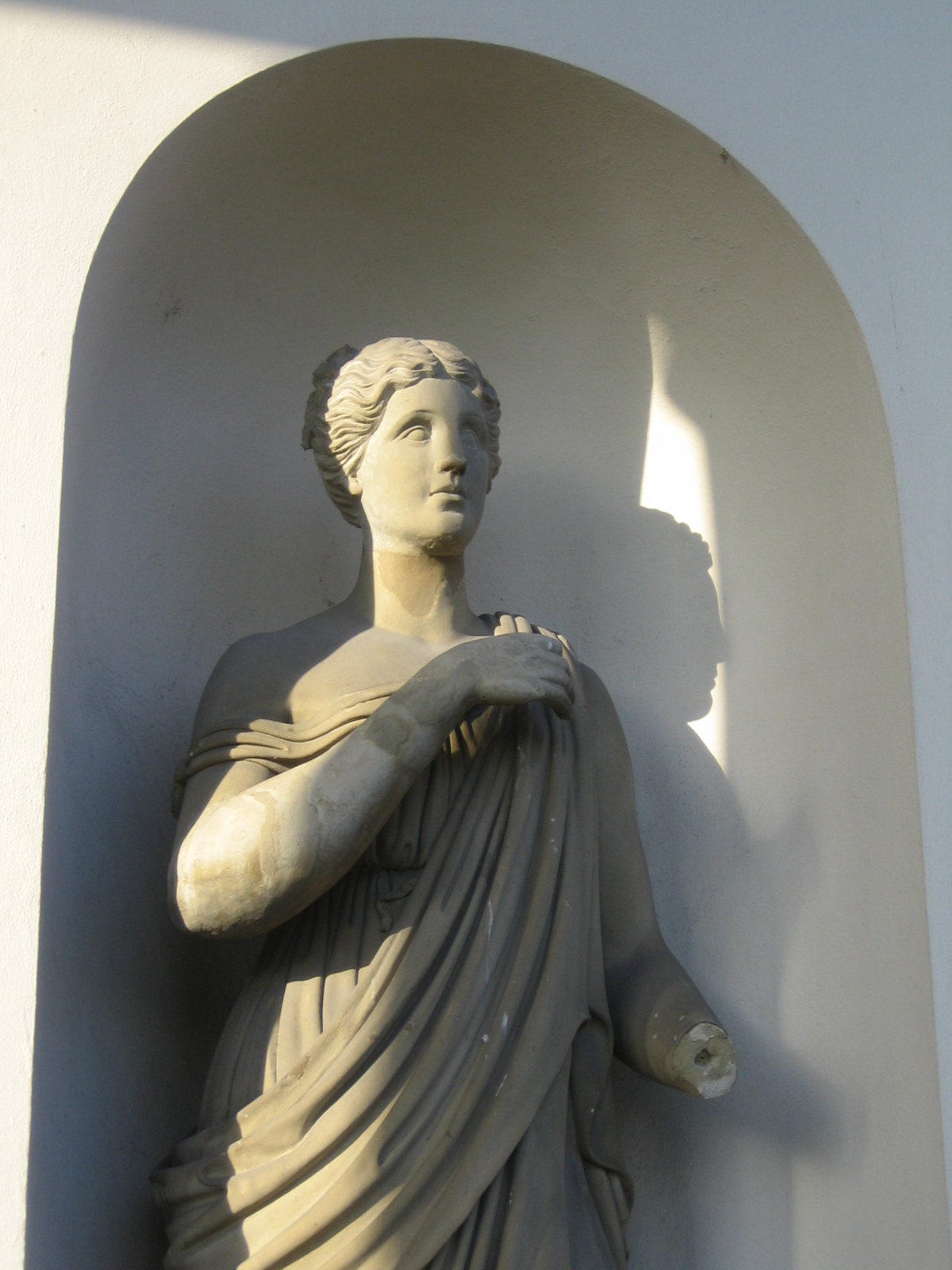
Euterpe Sculpture

Dans la mythologie grecque, Euterpe (en grec ancien Εὐτέρπη / Eutérpê, « qui sait plaire », de εὖ / eũ, « bien » et de τέρπω / térpô, « plaire ») était la muse qui présidait à la musique.
Elle avait inventé ou suggéré l'invention de l'aulos (flûte double). Représentée comme une jeune fille couronnée de fleurs et jouant de la flûte, cet instrument est donc l'un de ses attributs.
Des papiers de musique, des hautbois et autres instruments sont souvent disposés auprès d'elle. Par ces attributs, les anciens ont voulu exprimer combien les arts ont de charme pour ceux qui les cultivent. Elle est parfois associée à la lyre afin de symboliser « toute l'entreprise de découverte et d'expression de l'harmonie du cosmos ».

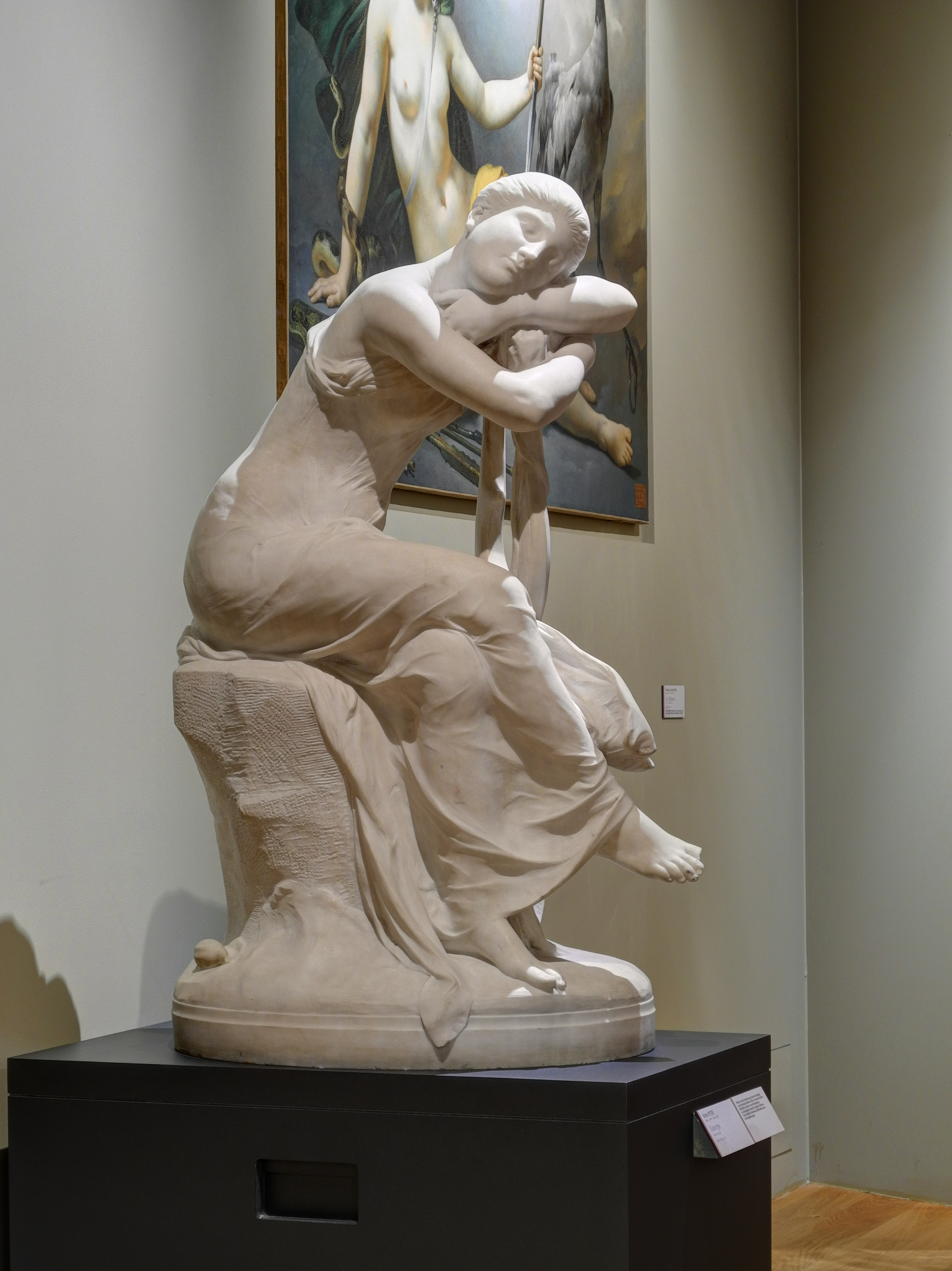
Victor Peter (1840-1918), Euterpe, marbre blanc, musée des beaux-arts de Belfort.

## Dans la culture
Dans le conte pour enfants Euterpe, un conte à la découverte de la musique (texte de Soanne, illustrations de Delphes, Ella Éditions, 2020), Euterpe, la planète où se déroule l'action, est une référence directe à la muse grecque.